# Cyrus Field
Cyrus West Field (Stockbridge, 1819. október 20. vagy 1819. november 30. – Irvington, 1892. július 12.) amerikai üzletember és pénzember, aki más vállalkozókkal együtt létrehozta az Atlantic Telegraph Company-t, és 1858-ban lefektette az első távírókábelt az Atlanti-óceánon keresztül.

## Fiatalkora
Field a Massachusetts állambeli Stockbridge-ben született David Dudley Field kongregációs lelkész és Submit Dickinson Field, a Connecticut állambeli Somersből származó Noah Dickinson forradalmi háborúskapitány lánya gyermekeként. Tíz gyermek közül nyolcadikként született, és többek között David Dudley Field Jr., Henry Martyn Field és Stephen Johnson Field, az Egyesült Államok Legfelsőbb Bíróságának 38. bírája volt a testvére. Field 15 éves korában New Yorkba került, ahol futárfiúként alkalmazták az A.T. Stewart & Co. szárazáru-kereskedő cégnél. Üzleti tanoncnak állt, és első évében raktárosként ötven dollárt keresett; fizetését a következő évben megduplázták. Három év után visszatért Stockbridge-be, de később visszatért New Yorkba. 1840. december 2-án, két nappal azután, hogy huszonegy éves lett, Field feleségül vette Mary Bryan Stone-t. Hét gyermekük született.

## Későbbi évek
Az 1870-80-as években Field beszállt a szállítmányozási üzletbe. 1877-1880 között a New York Elevated Railroad Company elnöke volt, és Jay Goulddal együttműködött a Wabash Railroad fejlesztésében. Field kölcsönadta Henry W. Gradynek azt a 20 000 dollárt is, amelyet Grady arra használt fel, hogy megvásárolja az Atlanta Constitution újság egynegyedes részesedését. Az ő tulajdonában volt a Mail and Express című New York-i újság is. A rossz befektetések megfosztották Fieldet a vagyonától. Élete utolsó öt évében szerényen élt szülőhelyén, a massachusettsi Stockbridge-ben, és 1892-ben, 72 éves korában halt meg. A stockbridge-i temetőben temették el.